# Farsta säteri

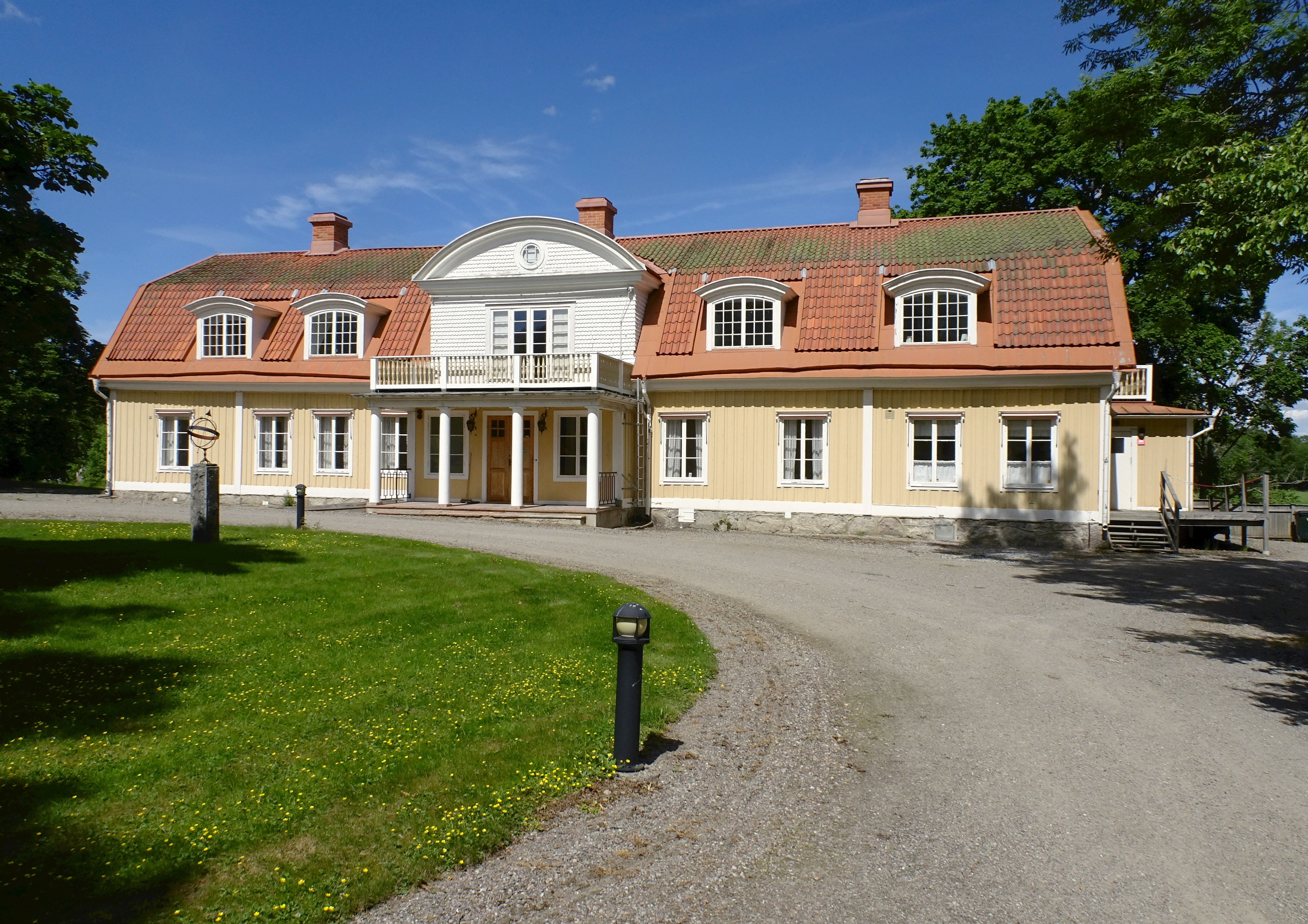
Farstas mangårdsbyggnad från 1700-talet i juni 2017.

Farsta säteri är en tidigare sätesgård i Ytterjärna socken i Södertälje kommun. Enligt kommunen utgör ”Farstas vackra gårdsmiljö med mangård från 1700-talet, arbetarbostäder, ekonomibyggnader och alléer […] ett högt kulturhistoriskt värde”. Anläggningen ägs sedan 1965 av kommunen och ligger inom Farstanäs naturreservat som bildades 1967.

## Forntid
Det forntida Farsta låg intill en numera försvunnen havsvik, det så kallade Bergagarnet som sträckte sig från dagens Brandalsund västeråt inåt land till samhället Gerstaberg och vidare till Vaskasjöarna. Vaskhusviken är en rest av denna havsvik. Här har keramik påträffats av en typ som förknippas med den så kallade gropkeramiska kulturen (ca 3 200 f.Kr. till 2 300 f.Kr.). Även talrika hällristningar, gravar från brons- och järnålder samt skärvstenshögar vittnar om tidig bosättning i området.

## Gårdens historik

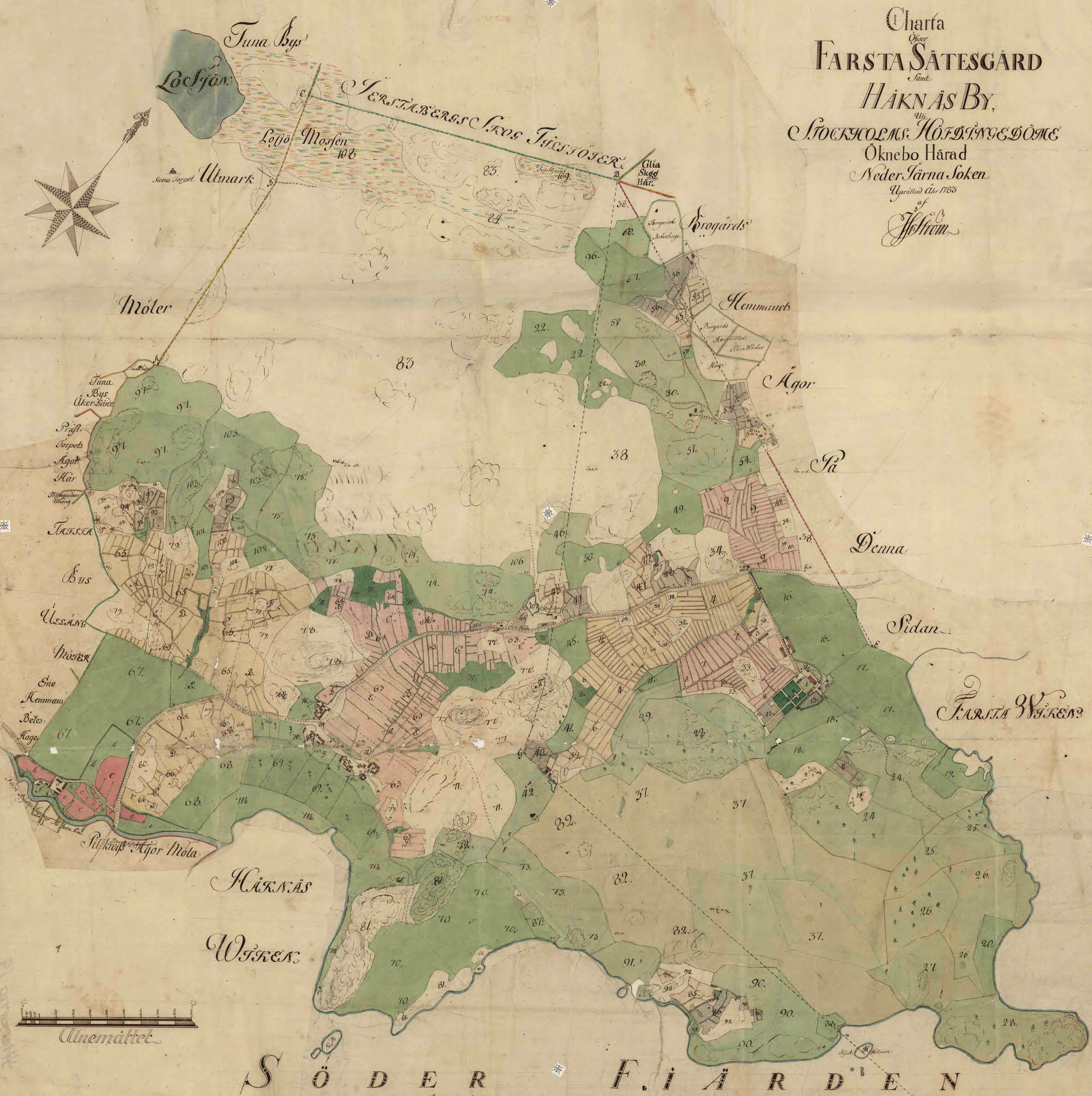
Farsta sätesgårds ägor 1783.

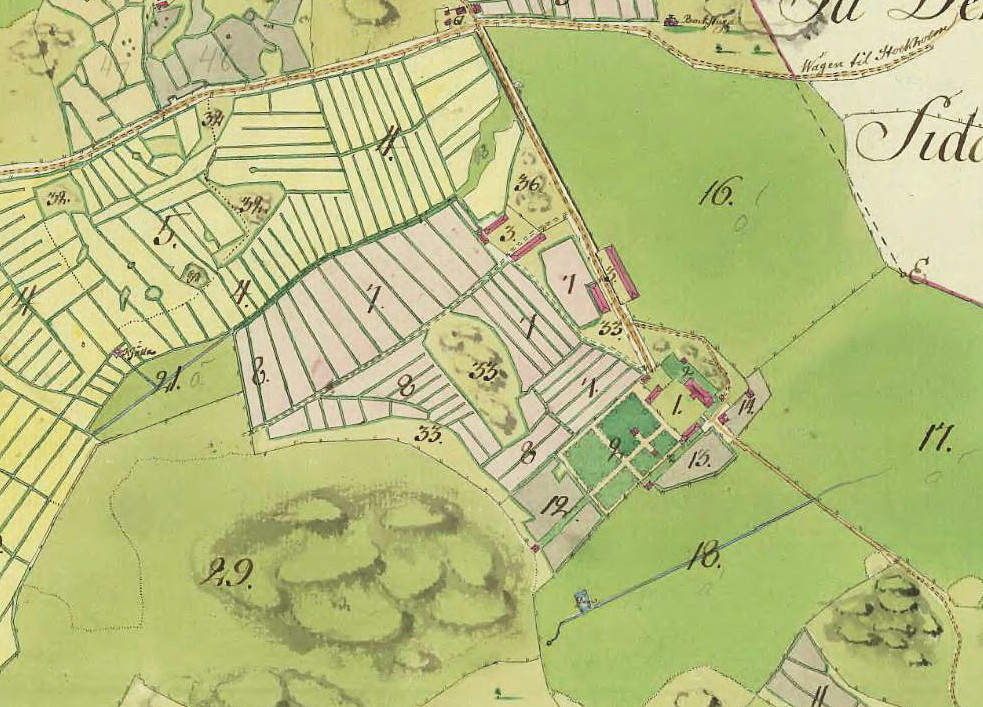
Gårdsbebyggelsen 1783.

Namnet Farsta anses syfta på ett mansnamn ”Fahr”. Äldsta skriftliga belägg för Farsta är från år 1364 då det skrevs om ”Ingewaldus in Farastum” och 1397 talas det om en ”jowan j færstom”.
I början av 1600-talet ägdes Farsta av släkten Stuart som gjorde egendomen till säteri. Tillsammans med intilliggande Brandalsunds säteri var Farsta en av de dominerande gårdarna i bygden under 1600-talet. Liksom Brandalsund föll 1719 även Farsta Rysshärjningarna vid Södermanländska kusten till offer. Dagens mangårdsbyggnad med sina fristående flyglar uppfördes således efter 1719, troligen på 1700-talets mitt.
En ägomätning utfördes av lantmätare Israel Ström år 1783 i samband med Farstas försäljning till grosshandlaren Johan von Schay. Kartan redovisar egendomen som sträckte sig från Järnafjärden i öster till ungefär där nuvarande motorvägen E4 drar fram i väster. I söder vidtog Pilkrogs ägor och i norr Brandalsunds. I området ingick Farstanäset, som idag är ett av kommunens naturreservat (se Farstanäs naturreservat).
Under början av 1800-talet förvärvades Farsta av släkten Bucht. Sedan avlöste ägarna varandra med korta mellanrum. Under tidigt 1900-tal utfördes en omfattande renovering av huvudbyggnadens exteriör och interiör som då fick sitt nuvarande utseende. Det rör sig om en enplansbyggnad med fasader i gulmålad panel under ett brutet sadeltak. Entrésidan accentueras av en rundat fronton och en pelarburen altan. Här finns spånklädda partier som troligen tillkom vid sekelskiftet 1900. Huvudbyggnaden flankeras av två fristående gulmålade flyglar.

## Övrig bebyggelse

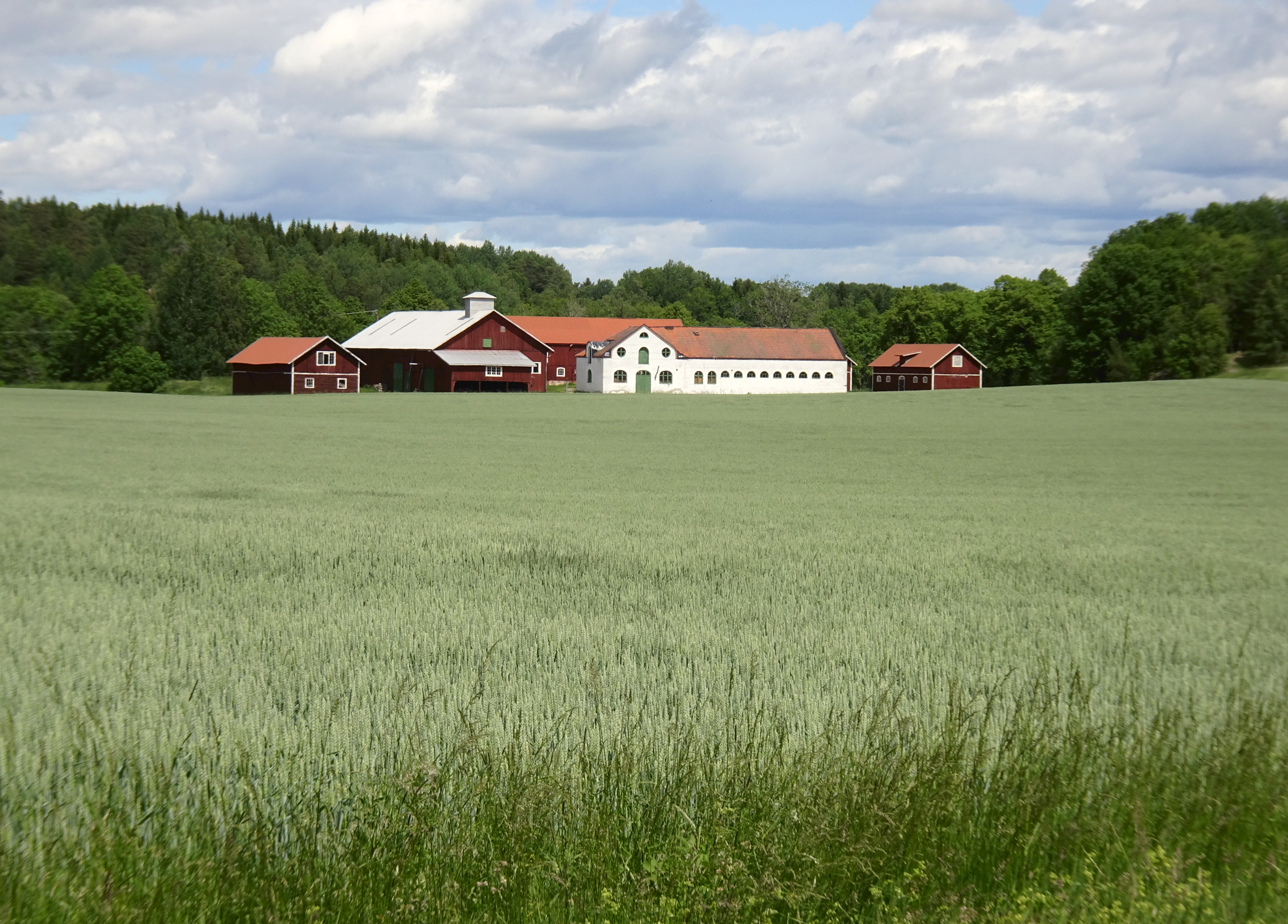
Ekonomibyggnaderna ligger inbäddade i odlingslandskapet.

Till gården hörde även flera torp. Av dem är bara torpet Jakobsberg bevarat, som ligger strax väster om Nyköpingsvägen (AB 525 även kallad Utflyktsvägen). Från vägen, den ursprungliga färdvägen mot Södertälje och Stockholm, leder en rak, lindplanterad allé fram till huvudbyggnaden och sedan vidare till Järnafjärden. 
På vägen mot huvudbyggnaden passerar man gårdens ekonomibyggnader som är grupperade i en fyrkant kring en innergård och uppfördes mellan 1917 och 1918. De syns från långt håll från huvudvägen och präglar traktens vidsträckta kulturlandskap. Här finns bland annat vagnslider, loge och ett vitmålat stenstall. 
Nedanför mangården återfinns en äldre, rödmålad magasinsbyggnad och två rödmålade trähus som ursprungligen innehöll arbetarbostäder (idag privatbostäder). Ytterligare en gammal allé sträcker sig i nord-sydlig riktning mellan huvudbyggnaden och bruksvägen i söder.

## Gårdens vidare öden

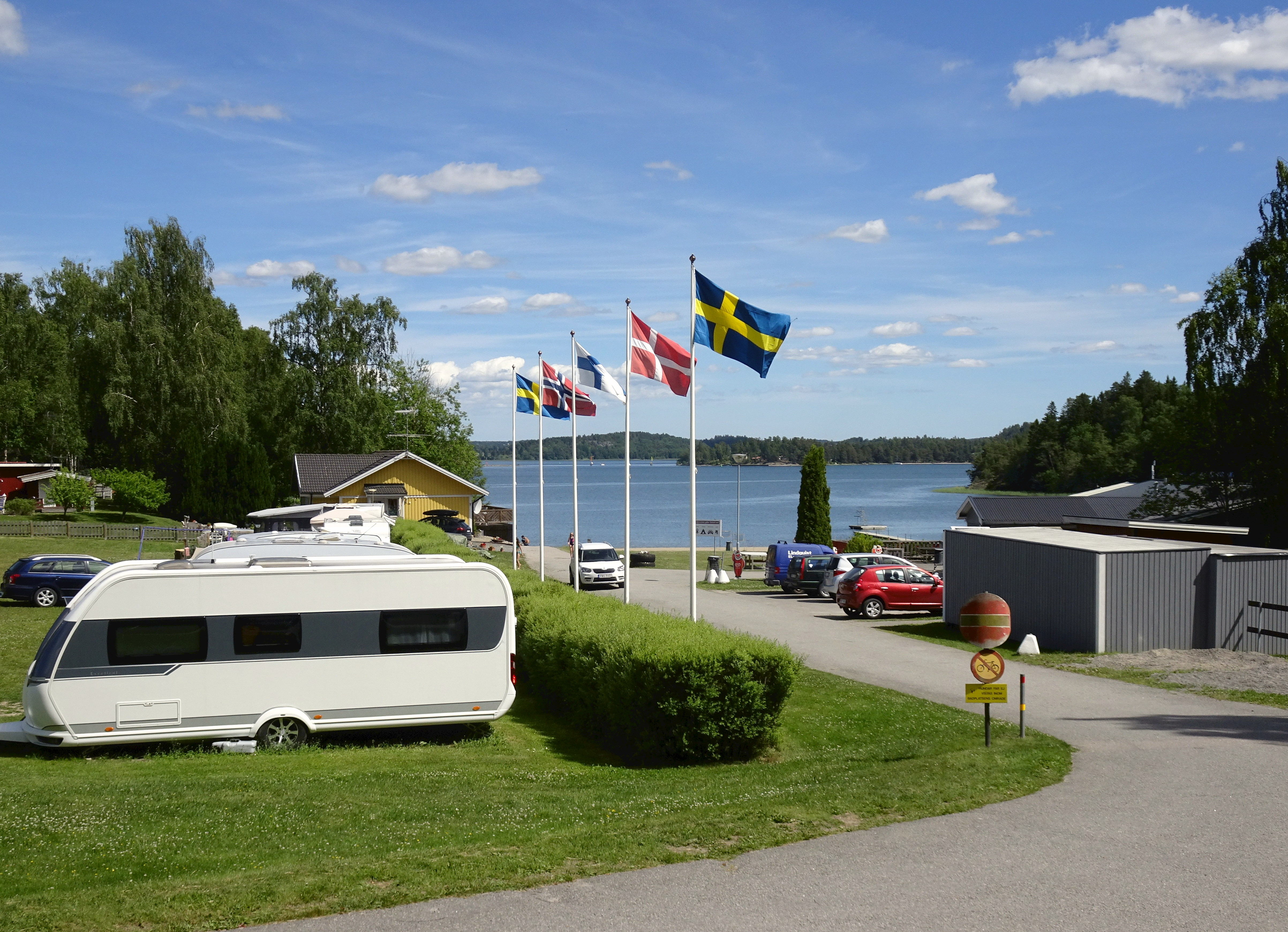
Farsta Havsbad & Familjecamping.

På 1920-talet avstyckades Nästäppan (den sydöstra delen av Farstanäset) från egendomen för uppförande av sommarstugor. Några av dem bär fortfarande en tydlig prägel från tiden då de byggdes. I området finns idag 29 avstyckade tomter. Ett pågående detaljplanearbete redovisar cirka 20 nya tomter och möjligheter för permanentboende.
År 1965 förvärvades Farsta av Södertälje kommun, i syfte att säkerställa ett värdefullt område för bad och friluftsliv. Kommunen lät bygga om mangården till kurs- och konferensgård. Verksamheten ligger för närvarande (2016) nere. I juni 1967 beslöts att en 383 hektar stor del av Farstas ägor skulle inrättas som Farstanäs naturreservat. Farstanäs camping och badplatsen ingår i reservatet, men inte stugområdet Nästäppan. På Farstas ägor bedrivs fortfarande jordbruk som är utarrenderat av kommunen.

## Camping och bad
Vid Järnafjärden, på gårdens Näsängen, lät kommunen anlägga Farsta Havsbad & Familjecamping som tillhör Stockholmsregionens största i sitt slag. Här finns 240 platser, sommarcamping 1 juni -31 augusti,kiosk som serverar enklare rätter tex korv och baguette, servicebyggnader och en 350 meter lång sandstrand med gästhamn, gräsytor, badbrygga och hopptorn. Vid Järnfjärden finns klippbad.

## Bilder

Huvudbyggnad
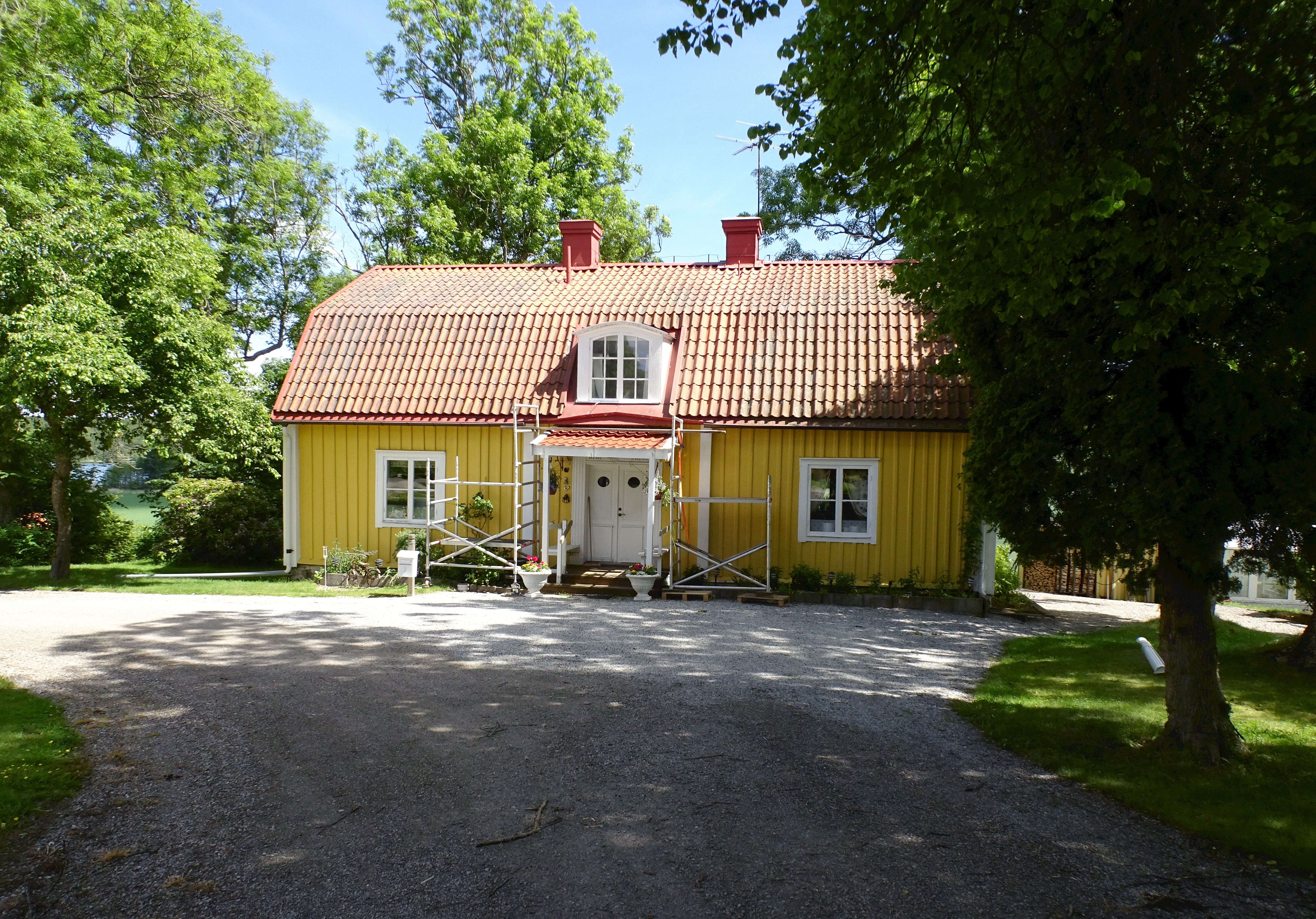
Östra flygeln.
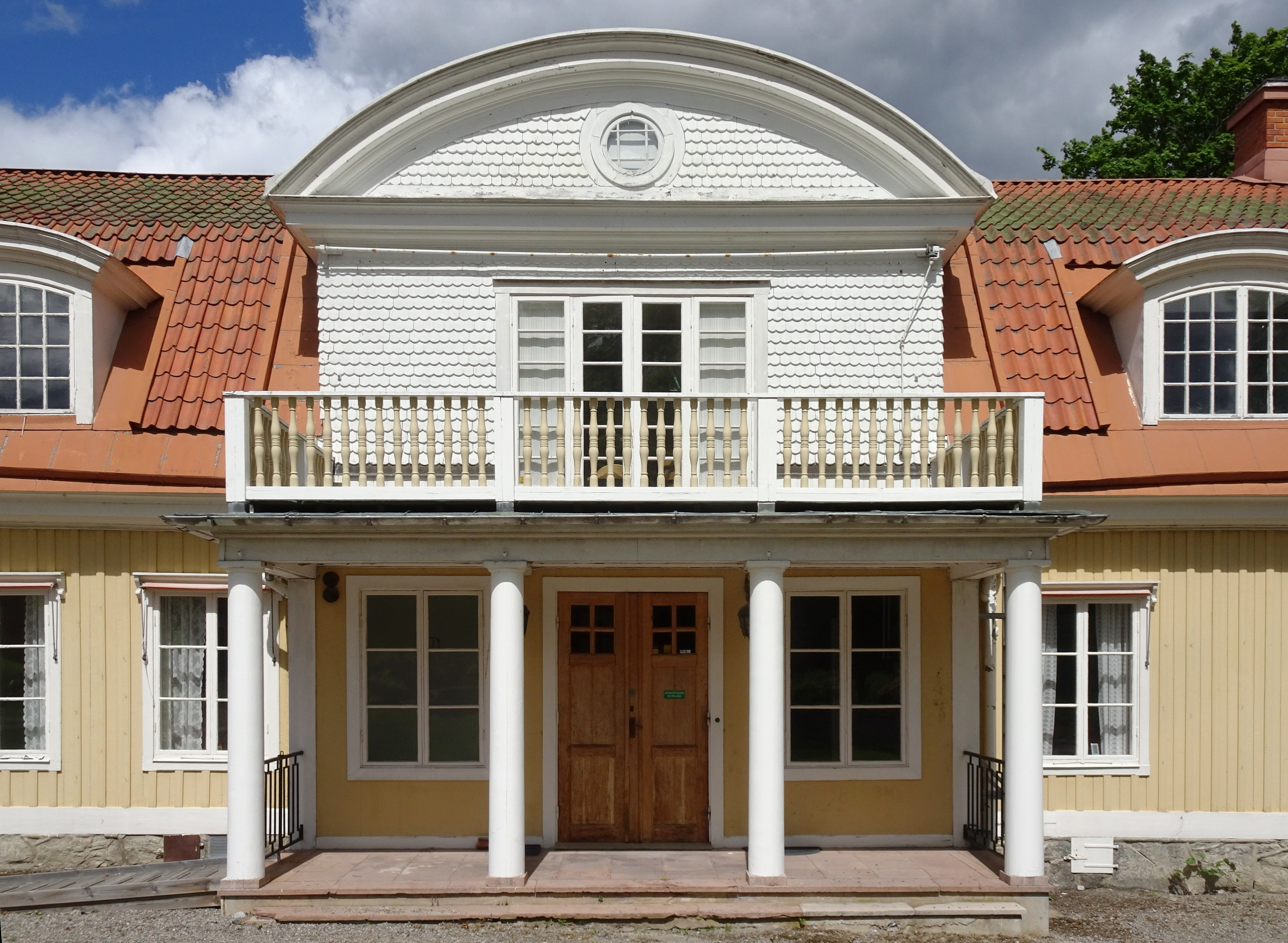
Huvudbyggnad, fronton.
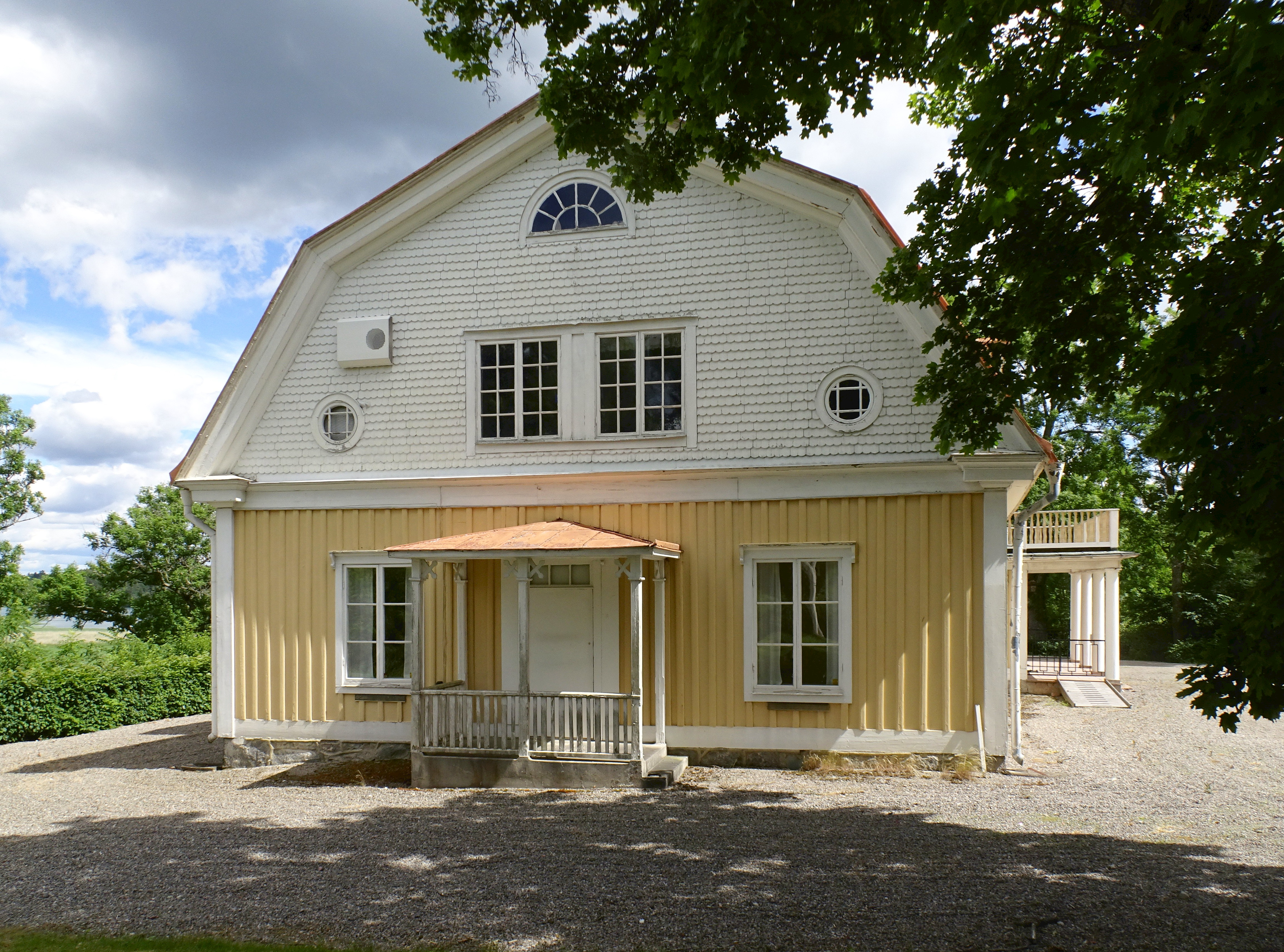
Huvudbyggnad, gaveln.
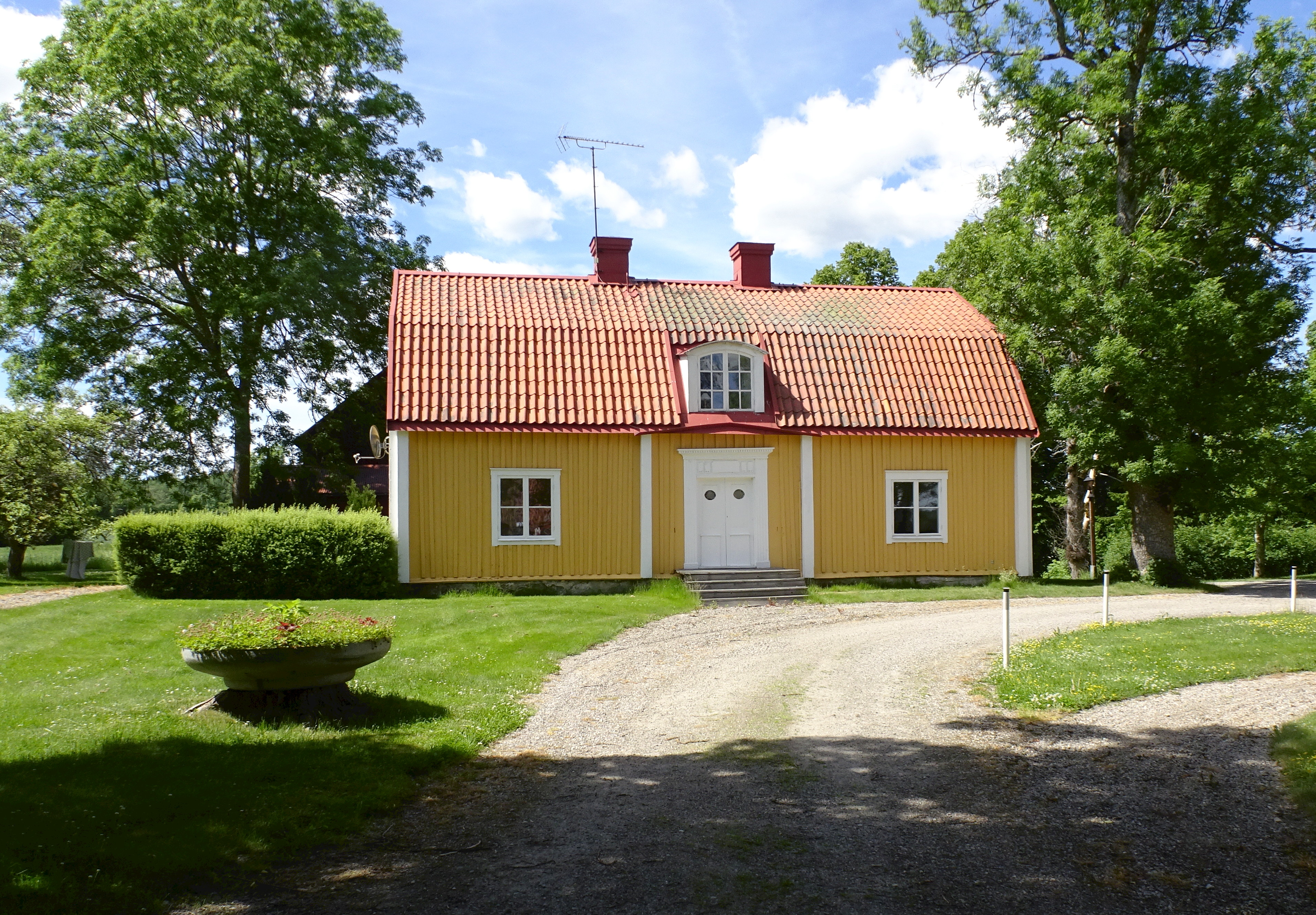
Västra flygeln.

Övriga byggnader och allén
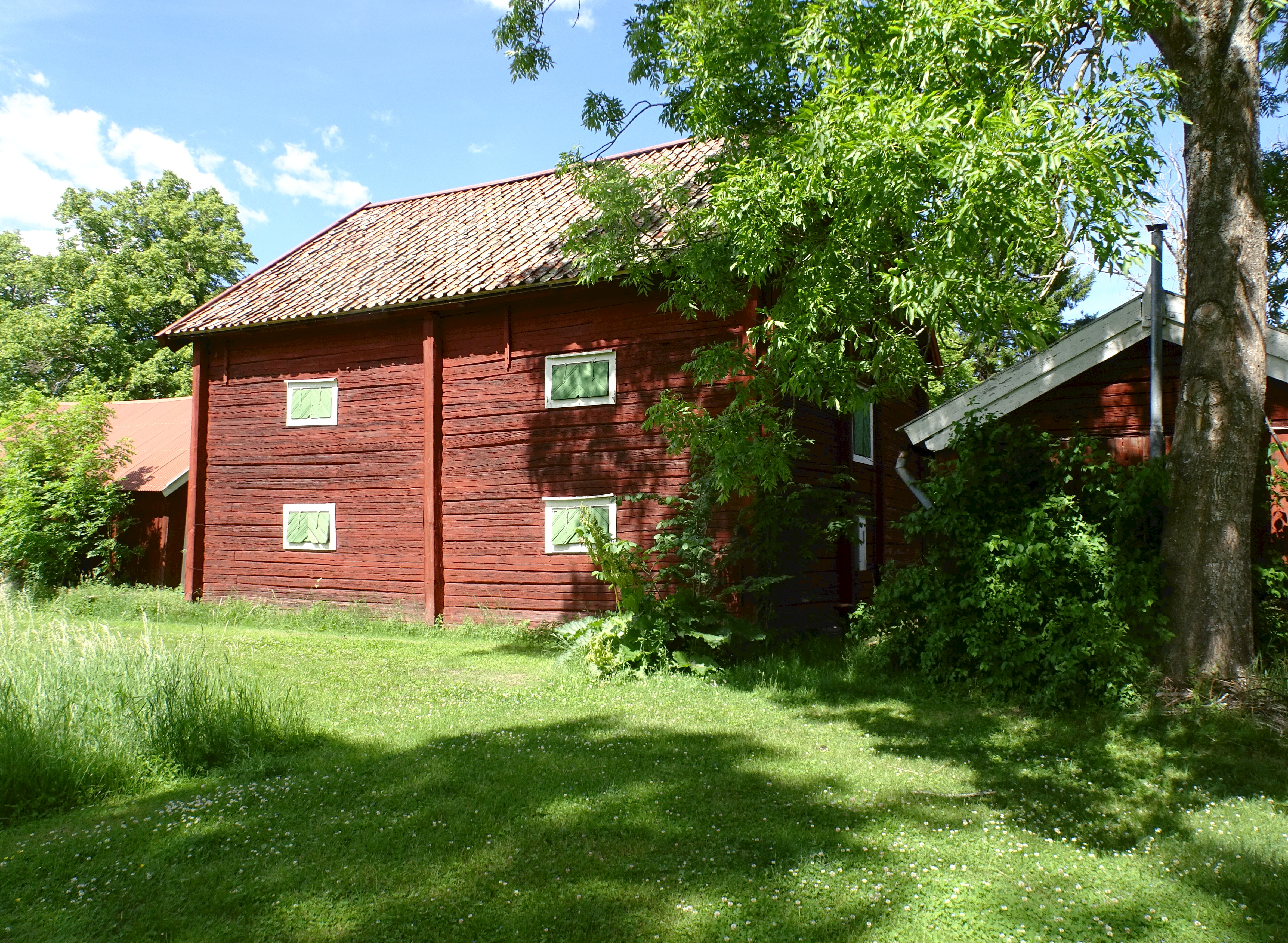
Magasinsbyggnaden.
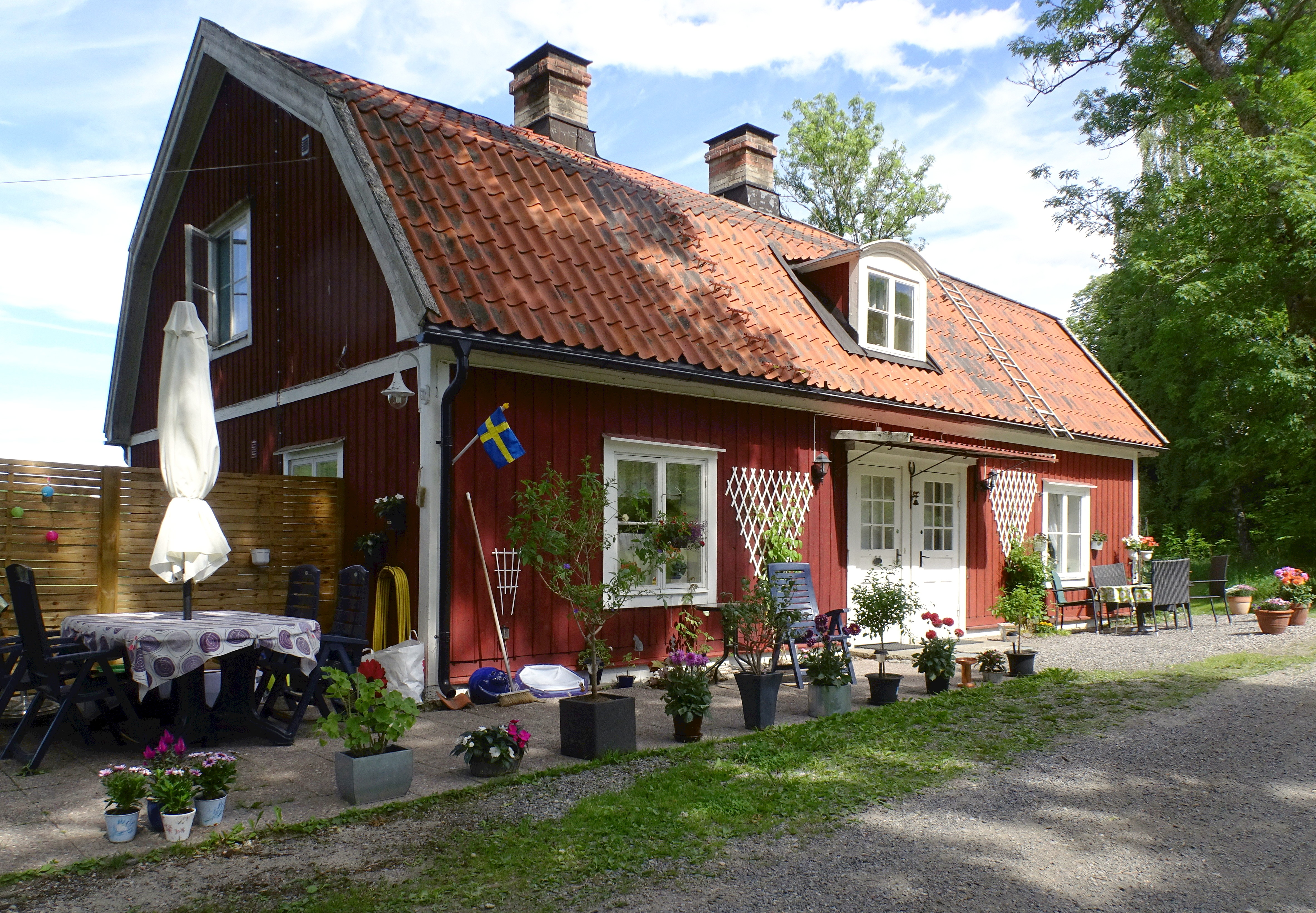
Före detta lantarbetarebostad.
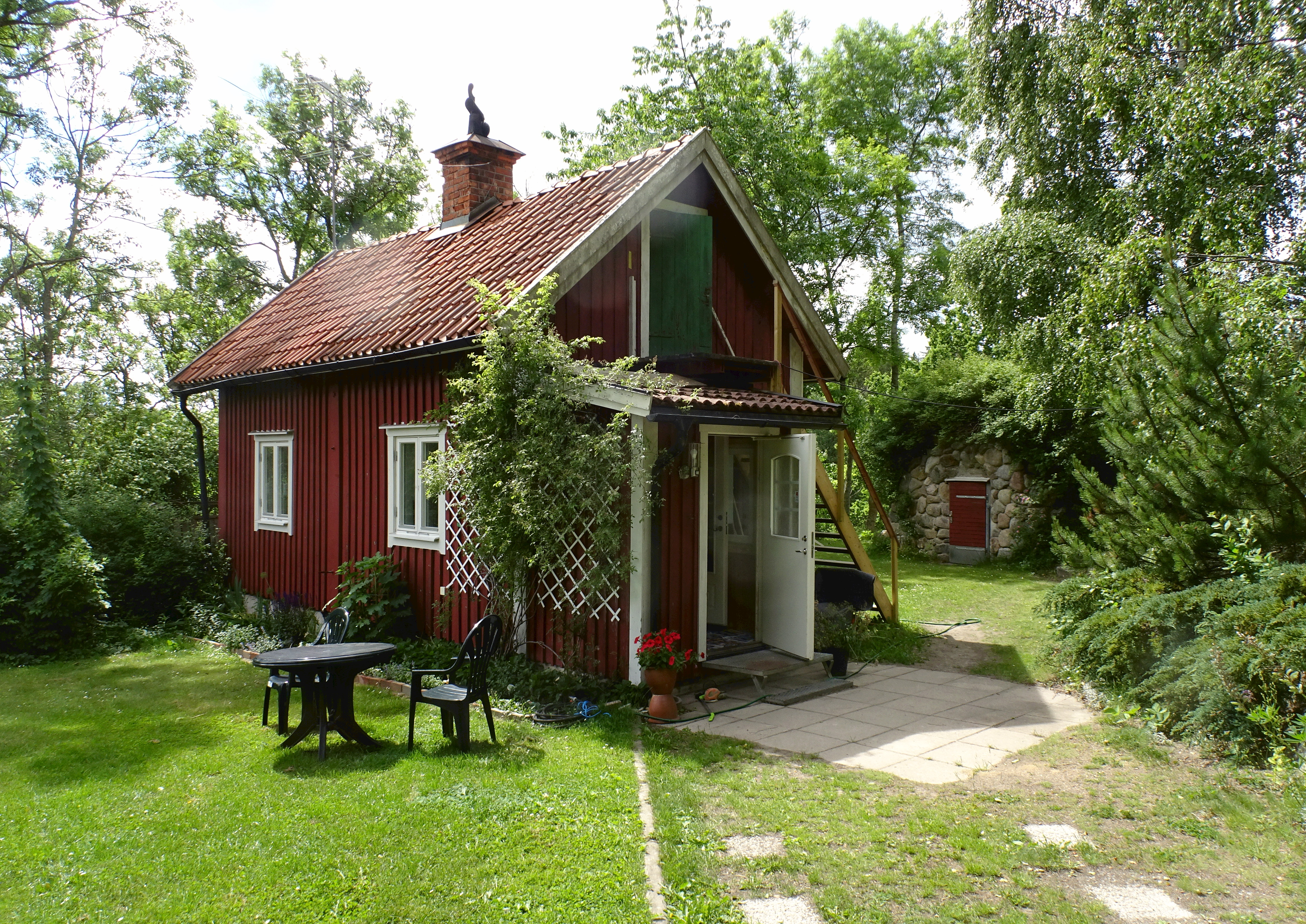
Torpet Jacobsberg.
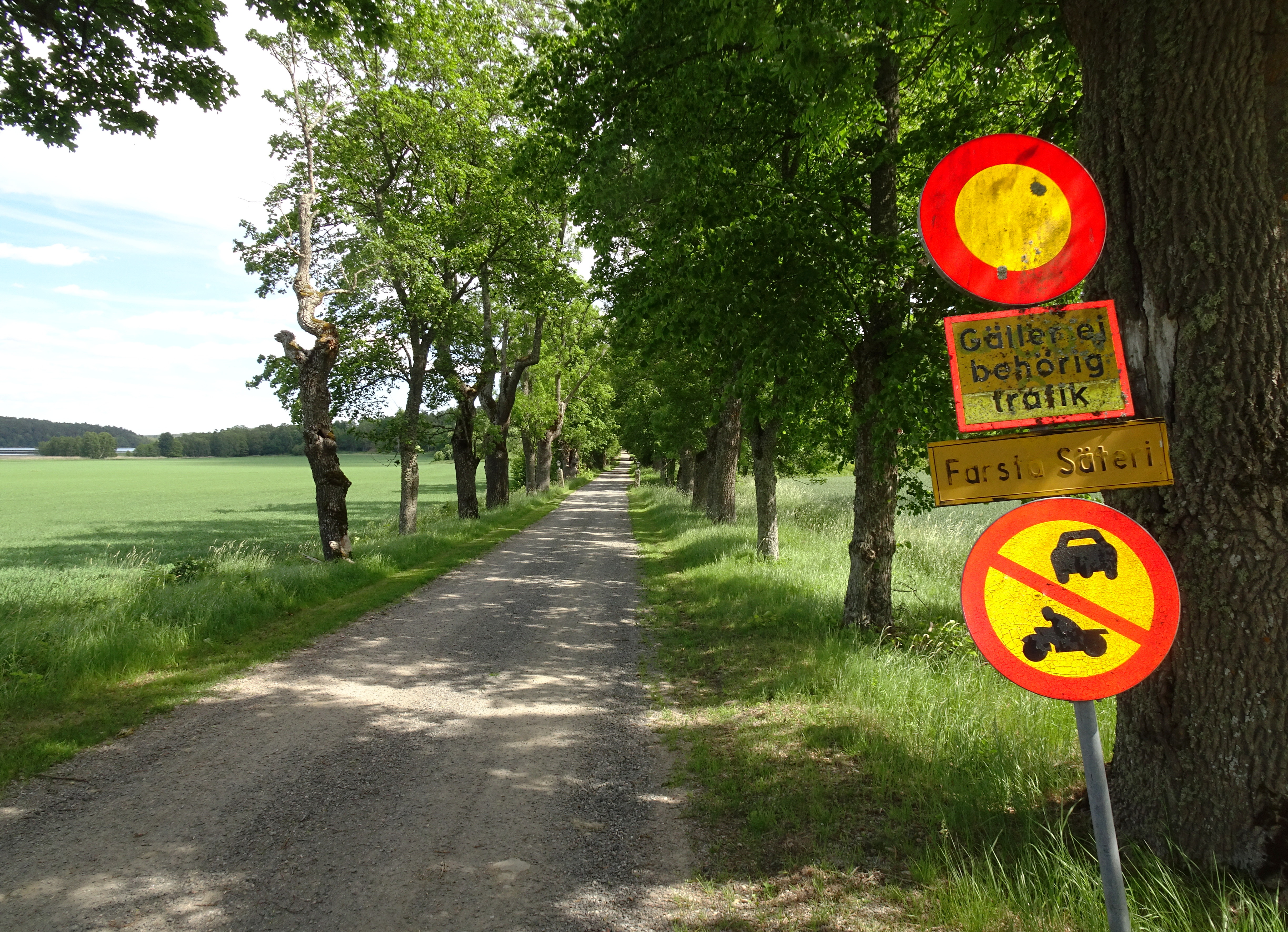
Allén från Nyköpingsvägen.